# Rhipidura aureola
Rhipidura aureola е вид птица от семейство Rhipiduridae.

## Разпространение
Видът е разпространен в Бангладеш, Виетнам, Индия, Камбоджа, Китай, Лаос, Мианмар, Непал, Пакистан, Тайланд и Шри Ланка.